# Ivan Todorov
Ivan Todorov (cyr. Иван Тодоров; ur. 7 października 1967 w Belgradzie) – jugosłowiański judoka serbskiego pochodzenia. Olimpijczyk z Seulu 1988, gdzie zajął dziewiętnaste miejsce w wadze średniej.
Uczestnik mistrzostw świata w 1989. Startował w Pucharze Świata w 1991. Siódmy na mistrzostwach Europy w 1990. Brązowy medalista igrzysk śródziemnomorskich w 1987 roku.

## Letnie Igrzyska Olimpijskie 1988
| Konkurencja | Eliminacje                   | Klas. końcowa |
| Konkurencja | Przeciwnik I                 | Miejsce       |
| ----------- | ---------------------------- | ------------- |
| 86 kg       | Odwogijn Baldżinnjam (MGL) P | 19.           |